# Oz (televisieserie)
Oz is de eerste één uur durende dramaserie van HBO (Home Box Office), een Amerikaans televisienetwerk. Oz, dat na zes seizoenen en een totaal van 56 afleveringen ten einde liep, is een gevangenisserie. Oz is de bijnaam van de Oswald State Correctional Facility, wat staat voor Correctionele Staatsfaciliteit Oswald.
Het verhaal speelt zich af in Emerald City (“Em City”), een experimentele gevangeniseenheid waar de gevangenen zelf verantwoordelijk zijn voor de dagelijkse gang van zaken. Het concept is bedacht door Tim McManus (Terry Kinney). Het doel van het experiment is om van de gevangenen een beter mens te maken, door een 'echte' samenleving na te bootsen. Elke gevangene heeft een taak binnen de gevangenisgemeenschap; zo worden de postkamer, de keuken en de kledingproductie door de gevangenen zelf beheerd.
Na enkele episodes wordt duidelijk hoe bepaalde groepen zich vormen, wie ze zijn, wat ze doen en waar ze voor staan. Enkele hiervan zijn de moslims, de Italianen, de latino’s, de homoseksuelen, de neonazi’s, de Afro-Amerikanen en de Ierse Amerikanen. De serie geeft een beeld van hoe zelfs de grootste criminelen gevoelens hebben, wat sommigen zouden doen om ergens bij te horen, enzovoort.
De serie werd door Tom Fontana gecreëerd en geproduceerd door Barry Levinson.

## Verhaal
Elke aflevering van Oz wordt begeleid door een verteller: een rolstoelpatiënt genaamd Augustus Hill (Harold Perrineau Jr.). Deze persoon is zelf ook een gevangene in Emerald City. Aan het begin, tijdens en aan het einde van een aflevering vertelt Hill aan de hand van een bepaald thema een (min of meer) doorlopend verhaal, dat vrijwel altijd met de situatie in Oz te maken heeft. Desondanks noemt hij de gevangenen waar zijn verhaal op doelt, nooit bij naam. In de intermezzo's bevindt Augustus zich vaak in surrealistische situaties, zoals in een ronddraaiende, alleenstaande glazen cel in het midden van Emerald City. Soms bevinden andere gevangenen zich bij hem in de cel, of aan de buitenzijde ervan. Ze zijn zich nooit bewust van de aanwezigheid en de stem van Augustus, omdat de intermezzo's geen werkelijk onderdeel zijn van de aflevering.
Augustus dealde vroeger drugs en is een afgekickte crack-junkie. Op het einde van het vijfde seizoen sterft hij, wanneer hij Burr Redding (Anthony Chisholm) probeert te redden. Toch blijft Augustus de verteller in het verhaal. In het midden van het zesde seizoen wordt duidelijk dat Augustus een boek heeft geschreven over zijn verblijf in Oz. Dit boek is ook in het echt verkrijgbaar (OZ -- Behind These Walls: The Journal of Augustus Hill).

## Groeperingen in Oz
- De neonazi's (broederschap): Deze groep is een groep, bestaande uit louter blanken, die wordt geleid door Vernon "Vern" Schillinger. Ze volgen de ideologie van de (neo)nazi’s. Bijgevolg zijn ze tegen Afro-Amerikanen, Joden en iedereen die niet van een puur blank ras is. Deze groep wordt aanschouwd als een van de meest sadistische groepen in Oz, waarbij hun misdaden reiken van verkrachtingen tot het vermoorden van verschillende gevangenen. Ze zijn tegen drugs en zijn bevriend met de bikers.
- De homoseksuelen: De homoseksuele gevangenen zijn een combinatie tussen feministen en verklede gevangenen of travestieten. Doch bevat deze groep niet alle homoseksuelen in Oz (bijvoorbeeld Beecher en Keller, die een koppel vormen in de serie, maar toch beiden deel uitmaken van 'de anderen'). Een echte leider heeft deze groep niet, maar vooral Fiona is bekend onder de homoseksuelen.
- De homeboys (Afro-Amerikanen): Een groep met enkel en alleen Afro-Amerikanen, die streven naar het bezitten van de illegale drugshandel in Oz. Omdat deze groep het grootste aantal leden heeft, ontstaan er vaker problemen rond leiderschap en discipline. De meerderheid van de leden verkoopt geen drugs, maar gebruikt ze wel veel. Vooral Jefferson Keane, Simon Adebisi en Burr Redding zijn grote namen binnen deze groep. Hoewel de neonazi’s in theorie het meeste tegenover de Afro-Amerikanen staan, hebben de gangsters de meeste problemen met de Italianen en de Latino's. In het eerste deel van het vierde seizoen komen ze, na het ontslag van Tim McManus, in zekere zin aan de macht. Omdat Querns, zijn (tijdelijke) opvolger, ook van donkere origine is, wil hij een Em City met enkel Afro-Amerikanen. Op de voorwaarde dat er geen geweld is, heeft hij geen problemen met de drugshandel.
- De Italianen: Deze groep wordt met name geleid door Chucky "the Enforcer" Pancamo. Hij staat bekend omwille van het beheren van de drugshandel in Em City en het beheren van de keuken. Naarmate de serie vordert spannen ze samen met de latino's. Zo sluiten Pancamo en Morales een deal om niet in elkaars haren te zitten en samen te spannen tegen andere groepen.
- De latino's (Amerikanen van Zuid- en Centraal-Amerikaanse origine): Een Spaanse groep die onder de naam "El Norte" opereert. De leden houden zich hoofdzakelijk bezig met het importeren en dealen van drugs. Dat is ook een van de redenen dat deze groep samenspant met de Italianen.
- De moslims: Ook een groep met Afro-Amerikanen, maar met een ander doel dan drugs te verkopen. Deze groep volgt vrijwel altijd hun geloof, de islam, en hun leider Kareem Said. Ze hebben geen directe vijanden maar zijn tegen drugs, geweld en homoseksualiteit.

Verder is er nog een groep andere gevangenen die niet tot een bepaalde groepering behoren. Hiertoe behoren Robert Rebadow, Chris Keller, Omar White, Augustus Hill, Agamemnon Busmalis, Cyril O'Reilly en Donald Groves, die niet veel met de andere groeperingen te maken willen hebben. Verder is er Tobias Beecher, wiens persoonlijkheid gaandeweg de serie verandert en Ryan O'Reilly, die als een eenmansgroepering gezien kan worden. O'Reilly houdt op het juiste moment de juiste persoon te vriend en beïnvloedt op het juiste moment de juiste persoon en overleeft zo in Em City.

## Jargon en speciale termen
- Oz – Verkorte term van Oswald.
- Gen Pop – Bijnaam voor general population of algemene populatie, een andere sectie dan Em City en bijgevolg minder belangrijk in deze serie. Uitgezonderd op eenheid B en eenheid J.
- Hack – Correctieambtenaar, ook wel "The guards" genoemd en dus een wachter.
- CO – Afkorting voor correctieambtenaar.
- Pod – Een cel in Em City.
- Tits – Drugs, verwijst vooral naar heroïne.
- Prag – Een gevangene die een seksuele slaaf is voor een andere gevangene.
- Shank - Steekwapen maar ook zegswijze. "I've shanked him [Ik heb hem neer/dood gestoken]"
- Whack – Wanneer men dit zegt, bedoelt men het moorden van iemand. Zoals in "I'm going to whack him!"
- Shakedown – Wanneer een shakedown plaatsvindt, wil dat zeggen dat alle gevangenen en hun cellen gecontroleerd worden op drugs en wapens.
- Lockdown – Wanneer er iets ergs gebeurd is bijvoorbeeld een lijk dat pas gevonden is, schakelen ze een lockdown in. Alle gevangenen worden verplicht in hun cel te gaan en worden pas vrij gelaten na onbepaalde duur.

## Rolverdeling
*In volgorde van meest voorkomend naar minder, exclusief acteurs/actrices met tien of minder afleveringen
| - Ernie Hudson - Warden Leo Glynn - Harold Perrineau - Augustus Hill - Lee Tergesen - Tobias Beecher - J.K. Simmons - Vern Schillinger - Dean Winters - Ryan O'Reily - Terry Kinney - Tim McManus - Rita Moreno - Sister Peter Marie Reimondo - George Morfogen - Bob Rebadow - Eamonn Walker - Kareem Said - B.D. Wong - Father Ray Mukada - Kirk Acevedo - Miguel Alvarez - Philip Scozzarella - Officer Joseph Mineo - Scott William Winters - Cyril O'Reily - Lauren Vélez - Dr. Gloria Nathan - Chuck Zito - Chucky Pancamo - Otto Sanchez - Chico Guerra - Tom Mardirosian - Agamemnon Busmalis - Christopher Meloni - Chris Keller - Granville Adams - Zahir Arif - Craig muMs Grant - Poet - Carl DiMaggio - Officer Len Lopresti - Evan Seinfeld - Jaz Hoyt - Adewale Akinnuoye-Agbaje - Simon Adebisi - Robert Clohessy - Officer Sean Murphy - Timothy L. Brown - Officer Jason Armstrong - Kristin Rohde - Officer Claire Howell - R.E. Rodgers - James Robson - Željko Ivanek - Governor James Devlin - David Zayas - Enrique Morales | - Steven Wishnoff - Tony Masters - Sean Dugan - Timmy Kirk - Edie Falco - Officer Diane Whittlesey - J.D. Williams - Kenny Wangler - Michael Wright - Omar White - Betty Buckley - Suzanne Fitzgerald - Kathryn Erbe - Shirley Bellinger - Seth Gilliam - Clayton Hughes - Anthony Chisholm - Burr Redding - Peter Benson - Reporter - Eddie Malavarca - Peter Schibetta - Brett Gillen - Philip Featherstone - Cyrus Farmer - Officer Adrian Johnson - Leif Riddell - Mark Mack - Blake Robbins - Officer Dave Brass - Philip Casnoff - Nikolai Stanislofsky - Douglas Crosby - Officer D'Agnasti - Luis Guzmán - Raoul 'El Cid' Hernandez - Lance Reddick - Desmond Mobay - Whitney Allen - Miss Sally - Jerome Preston Bates - Officer Travis Smith - Tom Ligon - Alvin Yood - John Lurie - Greg Penders - Ellen McElduff - Eleanor O'Connor - Rick Fox - Jackson Vahue - Austin Pendleton - William Giles - Erik King - Moses Deyell - Lord Jamar - Kevin 'Supreme Allah' Ketchum |

## Citaten
- "Love sucks. There's nothing to be gained from your pains, except more pain" - Augustus Hill
- "Death is certain, life is not" - Augustus Hill
- "In OZ you don't have friends, you have people that look the same as you" - Miquel Alvarez